# Brandenburgischer Bildungsserver
Der Brandenburgische Bildungsserver fusionierte mit dem Berliner Bildungsserver (BeBiS) zum Bildungsserver Berlin-Brandenburg.
Der Brandenburgische Bildungsserver (BBS) verstand sich als Informations-, Kommunikations- und Kooperationsplattform für an Bildungsfragen interessierte Nutzer im Land Brandenburg und darüber hinaus. Neben der Homepage des Bildungsministeriums verstandt er sich als zentrale Anlaufstelle im Land Brandenburg, über die der Zugang zu bildungsrelevanten Informationen, Einrichtungen, Portalen und Online-Arbeitsgemeinschaften sowie E-Learning ermöglicht wird. Der BBS kooperierte mit dem Deutschen Bildungsserver und den Bildungsservern anderer Länder.

## Geschichte
Der Brandenburgische Bildungsserver wurde am 23. Oktober 2000 offiziell gestartet. Mit dem Relaunch im August 2005 wurde das Content-Management-System Typo3 eingeführt. Mit dem Neustart stehen zielgruppenorientiert beim BBS die Hauptrubriken "Schule", "Unterricht und Prüfungen", "Qualifizierung", "Bildung und Gesellschaft", "Medien" sowie "Weiterbildung" für die Nutzer bereit. Seit dem Start des Bildungsservers Berlin-Brandenburg im Januar 2009 wurde er nicht weiter gepflegt. Er stellte Ende 2009 seinen Dienst ein. Einige spezielle Angebote wie die Schulporträts Brandenburg werden noch unter der Domain fortgeführt.

## Inhalte
Ein Lernorte-Atlas wies Lehrkräften mit ihren Schülern den Pfad für ihre außerschulischen Aktivitäten und Exkursionen. Das Lernen vor Ort, das aktive Erkunden z. B. technischer, geschichtlicher, naturwissenschaftlicher, ästhetischer Zusammenhänge durch „originale Begegnungen“ wurde unterstützt durch die Möglichkeit, außerschulische Lernorte nach Themen oder Regionen im Lernorte-Atlas zu recherchieren.  

### E-Learning
Im neuen Bereich E-Learning wurden Fortbildungsangebote, pädagogische Konzepte, Projekte, Hinweise zu Systemkomponenten sowie Links zum Thema virtuelles Lernen angeboten. Ein wesentlicher Bestandteil des neuen Angebots war eine E-Learning-Plattform, die für Online-Fortbildungskurse benutzt werden konnte. Das LISUM nutzte diese Plattform ab dem Schuljahr 2005/2006 für die Durchführung virtueller Kurse, um neue Lernformen wie selbstgesteuertes und selbstorganisiertes Lernen im Flächenland Brandenburg besser unterstützen zu können.

### Schulportraits
Mit den „Schulporträts des Landes Brandenburg“ sind alle allgemein bildenden Schulen des Landes Brandenburg online recherchierbar. Die Schulporträts stellen nach verbindlichen Merkmalen ausgewählte statistische Daten und von Schulen selbst aufbereitete Informationen bereit. Sie richten sich an verschiedene Nutzergruppen (Eltern, Schüler, Partner von Schulen vor Ort sowie im In- und Ausland) und an die allgemeine Öffentlichkeit.